# Landgut Lüssow

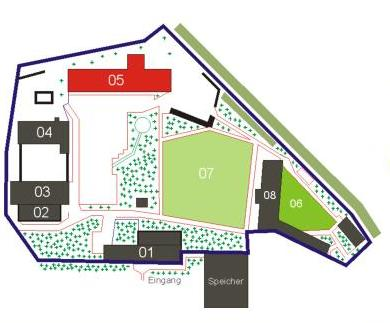
Plan des Landguts Lüssow (Ausschnitt aus Orientierungstafel)

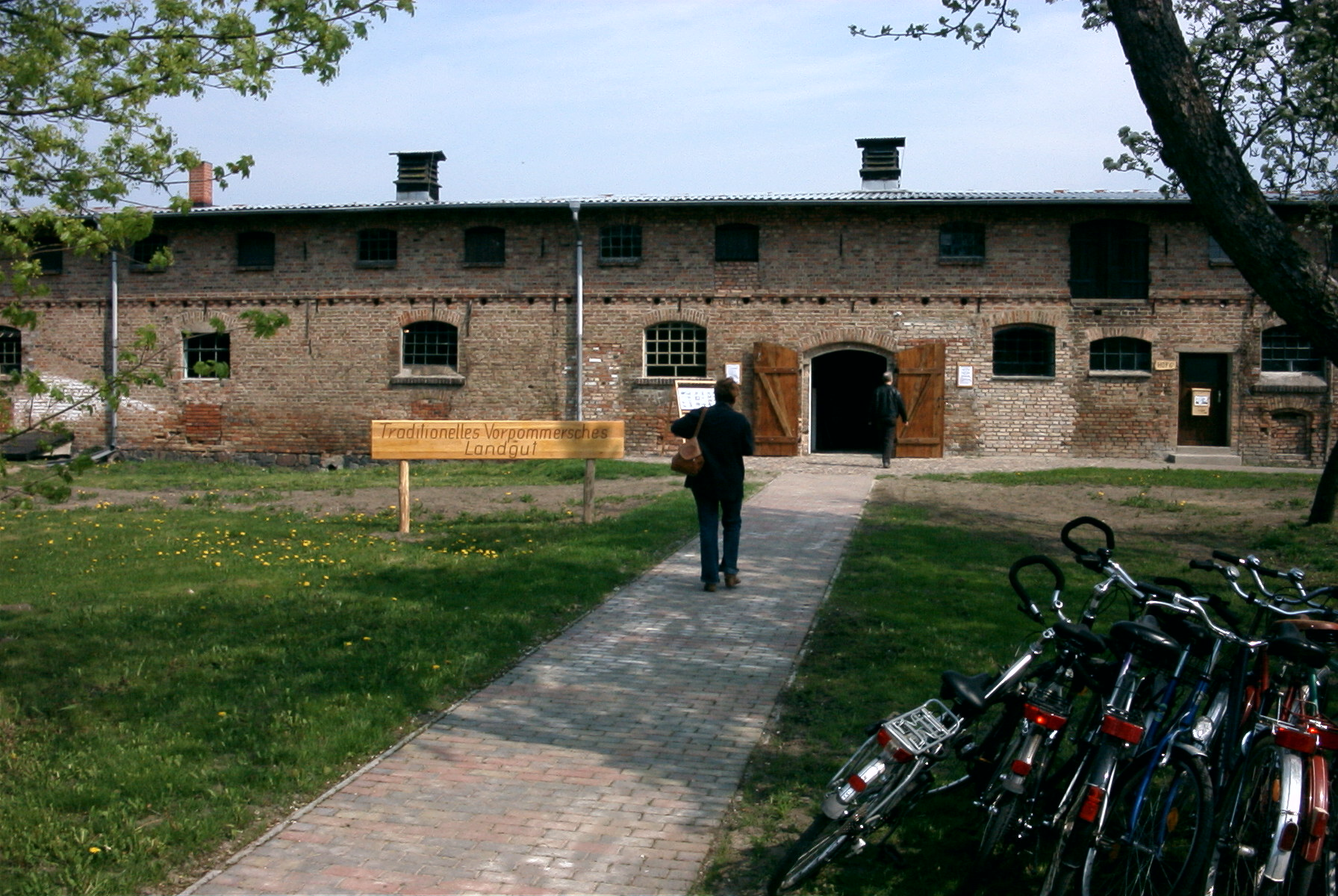
Eingangsbereich Landgut Lüssow

Das Landgut Lüssow, auch "Traditionelles Vorpommersches Landgut Lüssow" ist eine alte Guts- und LPG-Anlage, die in ein Landwirtschaftsmuseum umgestaltet wurde.

## Geografie
Die Gutsanlage liegt nördlich der Ortsdurchfahrt (L 263) Lüssow (Gützkow) und ist über die westliche Zuwegung am Park oder die Einfahrt an der Anklamer Straße erreichbar. Am Alten Speicher sind ausreichend Parkplätze vorhanden. Die ehemalige Gemeinde Lüssow wurde ab Januar 2010 zur Stadt Gützkow eingemeindet.

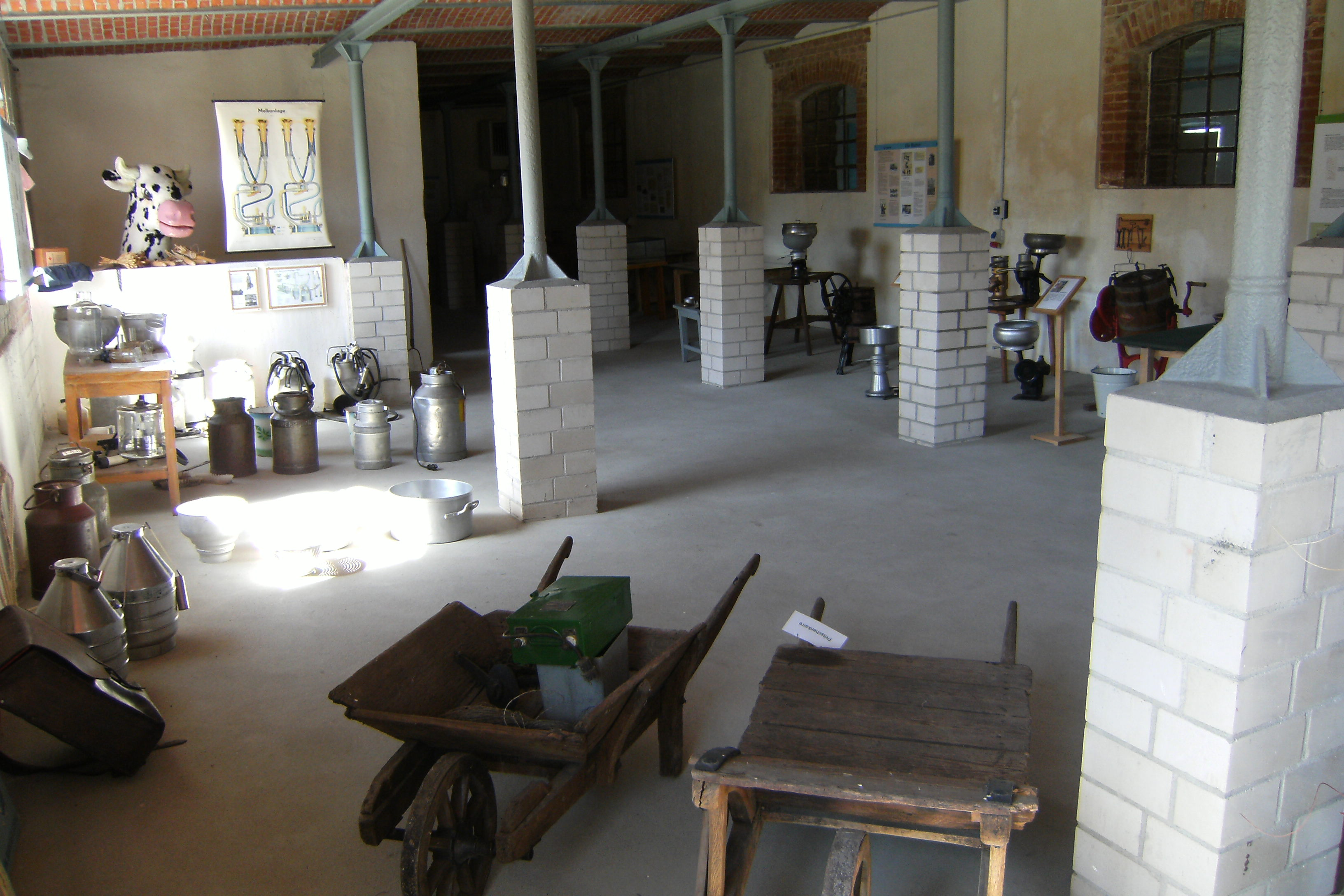
Landgut Lüssow – Halle 2 – Milchwirtschaft

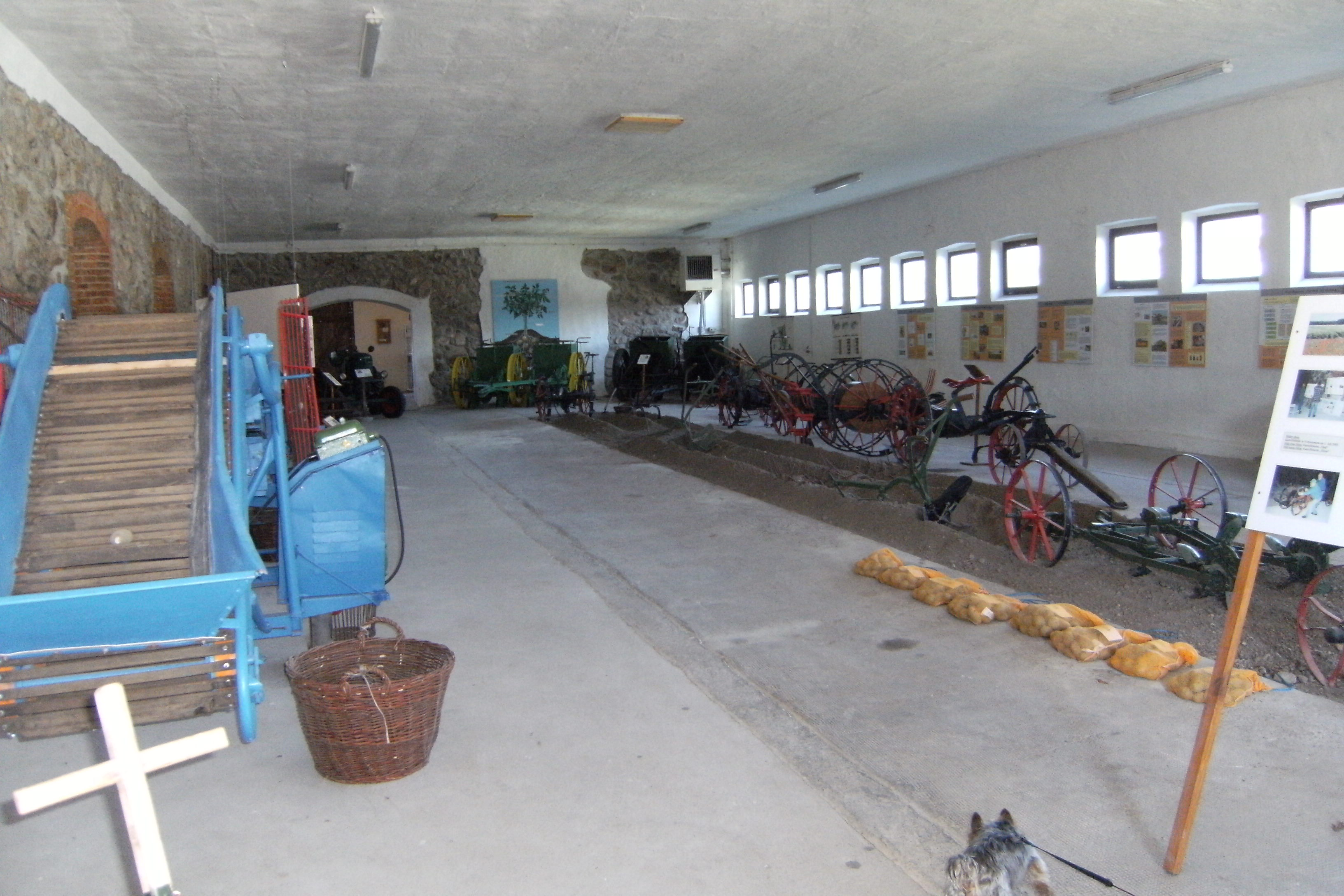
Landgut Lüssow – Halle 3 – Kartoffelanbau

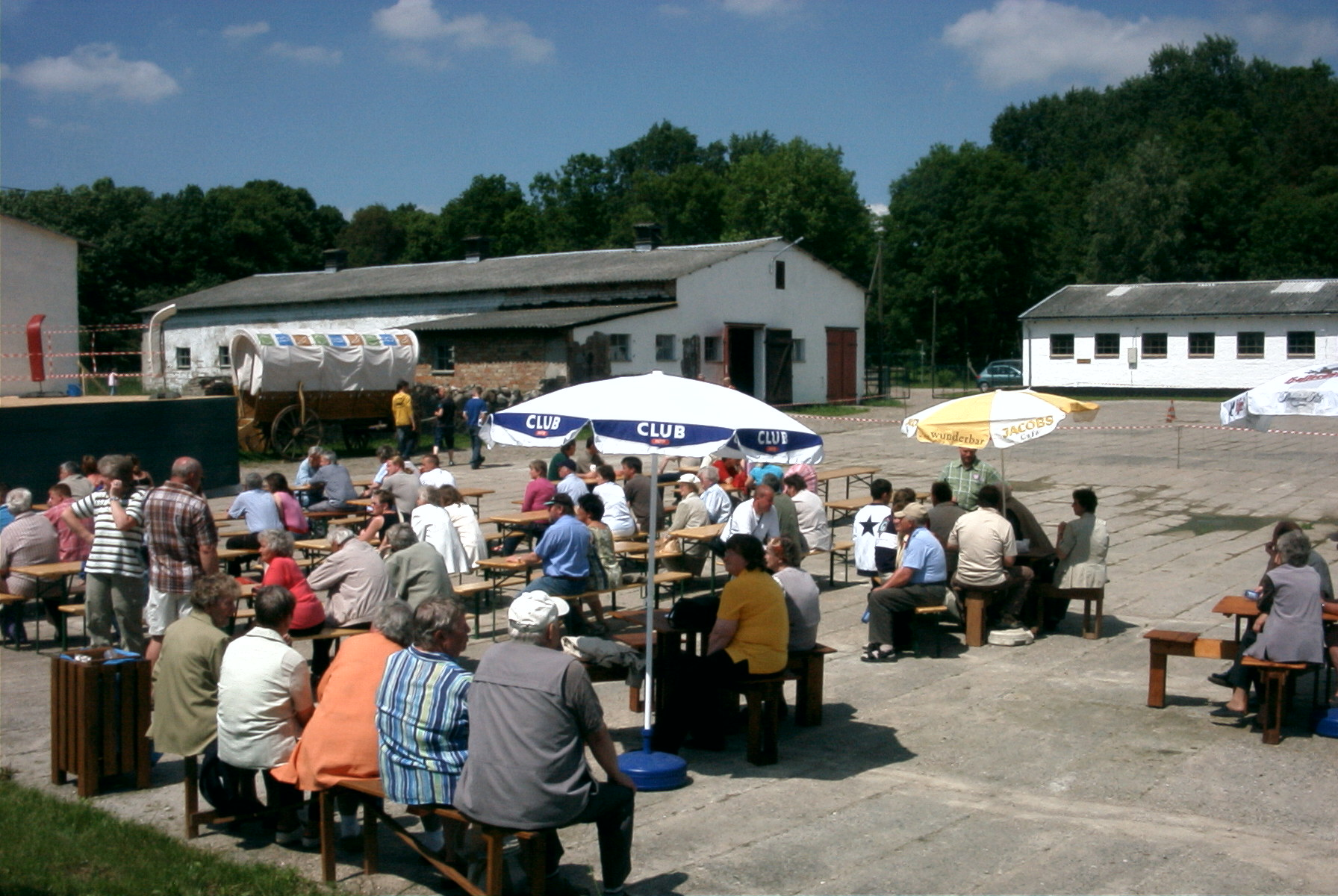
Landgut Lüssow – Hoffest 2006 – hinten Halle 4 Bodenbearbeitung

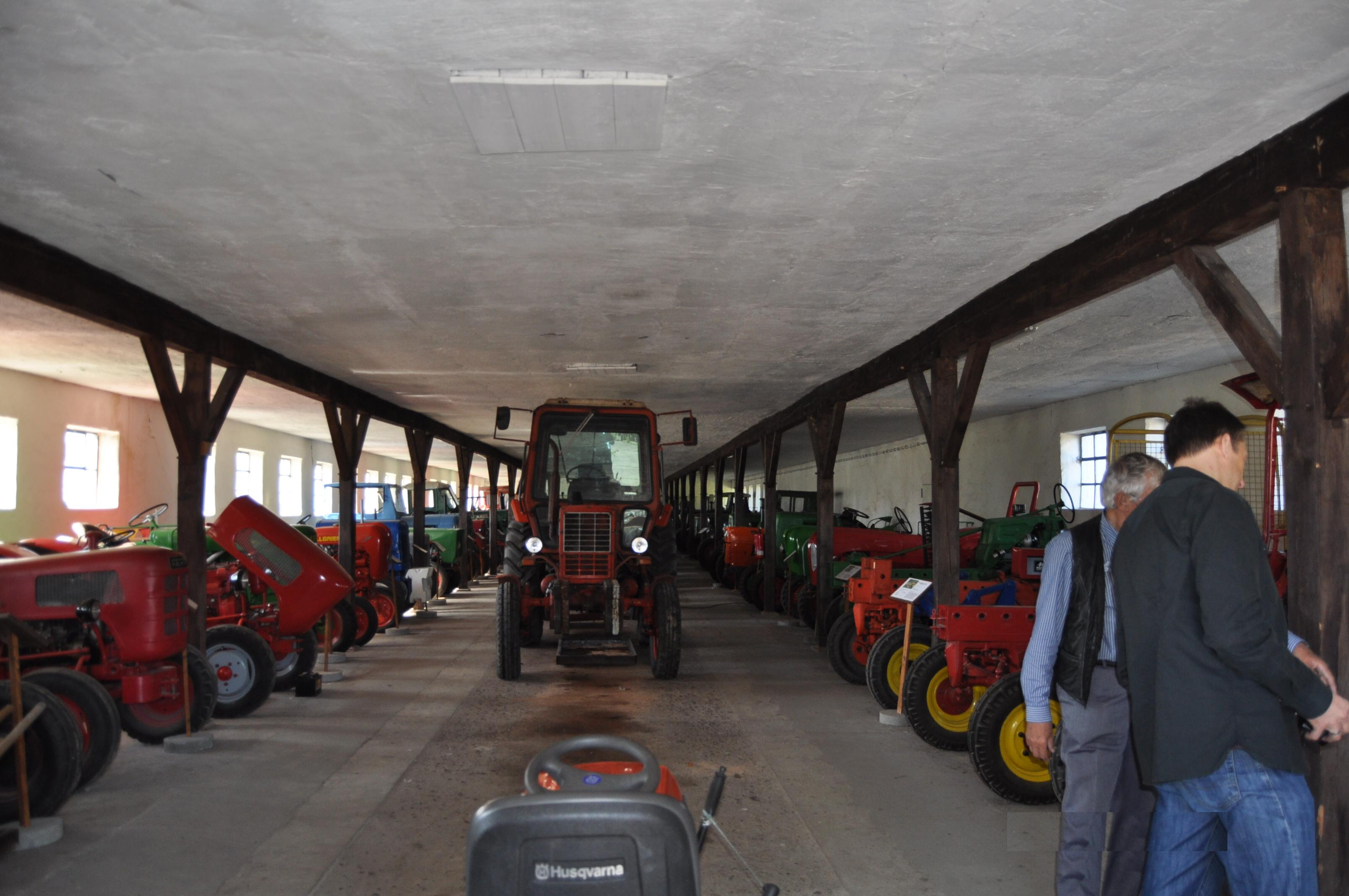
Landgut Lüssow – Halle 5 – Traktorenpark

## Geschichte
Das Gut Lüssow in der jetzigen Restform wurde Mitte des 19. Jahrhunderts angelegt. Nach der Bodenreform in der DDR von 1945 wurde die Gutsanlage umgestaltet, das heißt, teilweise abgerissen und die verbliebenen Gebäude für die Individualwirtschaft umgebaut. Ende der 1950er und 1960er Jahre wurden dann die Restgebäude wieder umgebaut und mit den LPG-Bauten ergänzt. Letztere waren in der Regel einfache einstöckige Stallbauten für das Zucht-, Milch- und Schlachtvieh. Auch einige Technikgebäude für Garagen und Reparaturwerkstätten kamen hinzu.
Nach 1990 kam für fast alle Gebäude des Gutes und der LPG das „Aus“, das bedeutet der Leerstand. Nur wenige Gebäudeteile wurden noch privat genutzt.
Im März 1996 erfolgte dann auf Initiative des Ehepaares Klut die Vereinsgründung: „Schloss und Gut Lüssow“ e.V. zum Erhalt der Gebäude des ehemaligen Gutes. Das war mutig für das kleine Dorf: Die Restgebäude des Gutes und die aufgelassenen LPG-Stallungen im Ort als leere Hülle verkommen zu lassen, passte nicht in das Gedankengut der ehemaligen Lüssower Gemeinde.
Besonders durch die damals möglichen Arbeitsbeschaffungsmaßnahmen (ABM) wurden die Gebäude und das Gelände bereinigt und saniert.
Wesentlich Grundlage für die museale und technische Sammlung war der Bestand der Züssower Landtechniksammlung, die dort aus Platzmangel und organisatorisch keine Zukunft hatte. Gesammelt und restauriert wurde fast der gesamte Bestand durch Jürgen Mausolf, den ehemaligen Geschäftsführer der GmbH Kartoffellager & Handels-Zentrale Züssow.
Seit 2004 vermittelt das „Vorpommersche Landgut“ Wissen über die Landwirtschaft und das Leben auf dem Lande. Die Modernisierung des Gutes um 1900 und die vergangenen Jahrzehnte stehen dabei im Mittelpunkt.
„Die Landwirtschaft ist …Teil der Urproduktion (primärer Sektor). Zur Landwirtschaft gehören neben Ackerbau, Viehwirtschaft im weiteren Sinn auch Gartenbau einschließlich Zierpflanzen-, Gemüse- und Obstbau, Forstwirtschaft, Jagd sowie landwirtschaftliche Nebengewerbe (z. B. Mühlen, Molkereien, Kellereien).“
Schon der Begriff „traditionell“ verweist auf die sozial-historische Dimension dieses Produktionssektors.
Die Gutswirtschaft, die das Aussehen unserer Region entscheidend geprägt hat, stellte lange Zeit ein funktionierendes Modell der Verbindung aller Teilbereiche der Landwirtschaft als fast autarke regionale Produktions- und Versorgungseinheit dar.
Auf einer Fläche von 1,7 Hektar der ehemaligen Gutsanlage und der LPG Lüssow, die später zur LPG (T) und LPG (P) Gützkow gehörte, werden die Landwirtschaft und das Landleben in Vorpommern aus dem 19. und 20. Jahrhundert näher gebracht.
Das Landgut Lüssow wird inzwischen vom Arbeits- und Strukturförderverein Vorpommern e.V. in Gribow bewirtschaftet. Es hat sich zu einem touristischen Schwerpunkt der „Vorpommerschen Dorfstraße“ entwickelt.

## Aufbau der Sammlung
Das Landgut-Museum ist thematisch aufgebaut. Der Eingangsbau, Gebäude 1, ein ehemaliger Stallspeicher mit Einliegerwohnung, beherbergt Bereiche des ländlichen Handwerks und der Hauswirtschaft auf 450 m². Im unteren Bereich befindet sich neben Kasse und Museumsladen die Gastronomie der Anlage. Im hinteren Teil befindet sich der Steinbackofen für Brot, das auch verkauft wird. Im oberen Geschoss ist die hauswirtschaftliche Sammlung einschließlich Schulzimmer und den ländlichen Wohn- und Küchenräumen. Alle hauswirtschaftlichen Geräte, Möbel usw. des 20. Jahrhunderts bis heute sind ausgestellt.
Im Gebäude 2 wird die Milchwirtschaft auf 192 m² thematisiert und informiert über angewandte Melkmethoden, Milchaufbereitung und Käseherstellung. Geräte, Milchanlagen und Verarbeitungsgegenstände werden im Original und in vielen Anschauungstafeln gezeigt.
In der Ausstellung Kartoffelwirtschaft im Gebäude 3 werden auf 364 m² von der ersten Bodenbearbeitung bis zur Ernte alle Arbeitsgänge dargestellt. 33 Schautafeln vermitteln eine Zeitreise durch Kartoffelanbau, Geschichte, Kartoffelsorten, Schädlinge, Botanik und Verwendung.
Die Ausstellung Getreidewirtschaft in Halle 4 präsentiert auf 351 m² Maschinen der Bodenbearbeitung, der Saatpflege, Getreideernte und -aufbereitung und auch ältere Arbeitsgeräte wie Dreschflegel, Sensen, Harken u. v. m.
Höhepunkt für viele Besucher ist aber die Halle 5, die Traktorenausstellung. Hier werden über 40 überwiegend fahrbereite Traktoren aus allen Zeiten seit ca. 1900 gezeigt. Es ist die größte Ausstellung historischer Traktoren in Mecklenburg-Vorpommern. An besonderen Tagen können Besucher selbst Traktor fahren und Kinder werden von den Betreuern gefahren. Beim Lüssower Dorffest ist so ein besonderer Tag, dann kommen auch weitere Traktorensammler der Umgebung, um zusätzlich ihre Traktoren und Fahrzeuge zu präsentieren.
Die Halle 6 ist der Viehwirtschaft gewidmet. Hier sind Viehhaltungsboxen, Futtereinrichtungen, Transportboxen usw. ausgestellt.
Zwischen den Hallen stehen noch Maschinen, die nicht in die Halle passen, wie Dreschkästen, Mähdrescher und andere Großgeräte. Auch Sammlungen von Pflügen werden in den Freiflächen des großräumigen Hofes ausgestellt. Bei Halle 6 befindet sich ein Streichelzoo von Haustieren (z. B. Ziegen, Schafe, Kaninchen usw.). Mitten auf dem Hof steht ein altes Trafo-Haus, das jetzt als Taubenschlag mit einer umgebenden Voliere genutzt wird.
Rastplätze und Kinderspielplätze vervollkommnen die gesamte Anlage.
Viel Platz in den Stallungen, viel Technik zum Anfassen und Draufklettern heben das „Vorpommersche Landgut“ von herkömmlichen Landwirtschaftsmuseen ab.